# Fußball-Verbandsliga Westfalen 1966/67
Die Saison 1966/67 war die elfte Spielzeit der drittklassigen Verbandsliga Westfalen. Es gab keinen Meister. Der Lüner SV schaffte in der folgenden Aufstiegsrunde den Sprung in die Regionalliga. Aus der Gruppe 1 stiegen der SV Bockum-Hövel und der SV Brackwede; aus der Gruppe 2 der Hasper SV und der TuS Iserlohn ab. Aus der Regionalliga West stiegen der SSV Hagen und die Hammer SpVg in die Verbandsliga ab. Aus den Landesligen stiegen der SVA Gütersloh, Preußen Hochlarmark, der Hombrucher FV 09, der VfL Klafeld-Geisweid 08 und der SV Porta Neesen auf.

## Legende
|     |                                                                              |
|     | Teilnahme an der Westfalenmeisterschaft                                      |
|     | Teilnehmer an den Entscheidungsspielen um die Meisterschaft in Gruppe 1      |
|     | Teilnehmer an den Qualifikationsspielen um die Deutsche Amateurmeisterschaft |
|     | Absteiger in die Landesliga Westfalen                                        |
| (A) | Absteiger aus der Regionalliga in der Vorsaison                              |
| (N) | Aufsteiger aus der Landesliga Westfalen in der Vorsaison                     |

## Tabellen

### Gruppe 1
| Pl.               | Verein                 | Sp. | S  | U  | N  | Tore    | Quote | Punkte |
| ----------------- | ---------------------- | --- | -- | -- | -- | ------- | ----- | ------ |
| 1.                | SpVgg Erkenschwick     | 28  | 19 | 5  | 4  | 068:160 | 4,25  | 43:13  |
| 2.                | SpVgg Herten           | 28  | 18 | 7  | 3  | 064:270 | 2,37  | 43:13  |
| 3.                | SpVg Marl (N)          | 28  | 14 | 6  | 8  | 044:350 | 1,26  | 34:22  |
| 4.                | VfB 03 Bielefeld       | 28  | 12 | 9  | 7  | 047:270 | 1,74  | 33:23  |
| 5.                | TuS Ahlen (N)          | 28  | 13 | 4  | 11 | 042:430 | 0,98  | 30:26  |
| 6.                | Herringer SV           | 28  | 9  | 11 | 8  | 038:430 | 0,88  | 29:27  |
| 7.                | Ibbenbürener Spvg      | 26  | 8  | 10 | 8  | 027:310 | 0,87  | 26:26  |
| 8.                | FC TuRa Bergkamen      | 28  | 9  | 8  | 11 | 040:490 | 0,82  | 26:30  |
| 9.                | BVH Dorsten            | 28  | 8  | 9  | 11 | 036:440 | 0,82  | 25:31  |
| 10.               | SuS Lage               | 28  | 6  | 12 | 10 | 033:380 | 0,87  | 24:32  |
| 11.               | Erler SV 08            | 28  | 8  | 7  | 13 | 040:420 | 0,95  | 23:33  |
| 12.               | Blau-Weiß Langenbochum | 28  | 9  | 4  | 15 | 040:480 | 0,83  | 22:34  |
| 13.               | BV Selm                | 28  | 6  | 10 | 12 | 027:430 | 0,63  | 22:34  |
| 14.               | SV Brackwede (N)       | 28  | 6  | 8  | 14 | 034:580 | 0,59  | 20:36  |
| 15.               | Arminia Bockum-Hövel   | 28  | 6  | 8  | 14 | 030:560 | 0,54  | 20:36  |
| Stand: Saisonende |                        |     |    |    |    |         |       |        |

#### Entscheidungsspiel um die Gruppenmeisterschaft
Die beiden punktgleichen Mannschaften aus Erkenschwick und Herten ermittelten in einem Spiel auf neutralen Platz den Meister der Gruppe 1. Das Spiel fand am 6. Mai 1967 in der Recklinghäuser Viktoria-Kampfbahn statt. 12.000 Zuschauer sahen das Spiel. Erkenschwick spielte damit um die Westfalenmeisterschaft, Herten um die Teilnahme an der Deutschen Amateurmeisterschaft.
|                    | Ergebnis  |              |
| ------------------ | --------- | ------------ |
| SpVgg Erkenschwick | 2:0 (2:0) | SpVgg Herten |

### Gruppe 2
| Pl.               | Verein                  | Sp. | S  | U  | N  | Tore    | Quote | Punkte |
| ----------------- | ----------------------- | --- | -- | -- | -- | ------- | ----- | ------ |
| 1.                | Lüner SV                | 28  | 24 | 2  | 2  | 077:180 | 4,28  | 50:60  |
| 2.                | STV Horst-Emscher (A)   | 28  | 20 | 3  | 5  | 069:290 | 2,38  | 43:13  |
| 3.                | Arminia Marten          | 28  | 14 | 6  | 8  | 048:400 | 1,20  | 34:22  |
| 4.                | SG Wattenscheid 09      | 28  | 12 | 8  | 8  | 045:360 | 1,25  | 32:24  |
| 5.                | VfL Schwerte            | 28  | 11 | 9  | 8  | 048:360 | 1,33  | 31:25  |
| 6.                | RSV Höh (N)             | 28  | 10 | 10 | 8  | 039:440 | 0,89  | 30:26  |
| 7.                | RSV Meinerzhagen        | 28  | 11 | 6  | 11 | 038:460 | 0,83  | 28:28  |
| 8.                | SC Gelsenkirchen 07 (N) | 28  | 9  | 9  | 10 | 044:500 | 0,88  | 27:29  |
| 9.                | TB Eickel               | 28  | 10 | 6  | 12 | 045:490 | 0,92  | 26:30  |
| 10.               | SG Castrop-Rauxel       | 28  | 9  | 6  | 13 | 047:510 | 0,92  | 24:32  |
| 11.               | VfL Hörde               | 28  | 7  | 9  | 12 | 038:480 | 0,79  | 23:33  |
| 12.               | Sportfreunde Siegen     | 28  | 8  | 6  | 14 | 042:520 | 0,81  | 22:34  |
| 13.               | TuS Eving-Lindenhorst   | 28  | 7  | 5  | 16 | 031:410 | 0,76  | 19:37  |
| 14.               | TuS Iserlohn            | 28  | 7  | 4  | 17 | 035:670 | 0,52  | 18:38  |
| 15.               | Hasper SV               | 28  | 5  | 3  | 20 | 033:720 | 0,46  | 13:43  |
| Stand: Saisonende |                         |     |    |    |    |         |       |        |

## Westfalenmeisterschaft
Die beiden Gruppensieger ermittelten in einem Entscheidungsspiel den Westfalenmeister. Vor 7.500 Zuschauern in der Ludwigkampfbahn im neutralen Castrop-Rauxel trennten sich beide Mannschaften nach Verlängerung 0:0. Beide Mannschaften verzichteten auf ein Wiederholungsspiel, so dass es 1967 keinen Westfalenmeister gab. Der Titel und die Prämie in Höhe von 5.000 Mark wurde geteilt. Nach Losentscheid erhielten zunächst die Lüner und dann die Erkenschwicker den Pokal für jeweils ein halbes Jahr. Beide Mannschaften qualifizierten sich für die Aufstiegsrunde zur Regionalliga West.
|                    | Ergebnis  |          |
| ------------------ | --------- | -------- |
| SpVgg Erkenschwick | 0:0 n. V. | Lüner SV |

## Qualifikation für die Deutsche Amateurmeisterschaft
Die Vizemeister der beiden Gruppen ermittelten in Hin- und Rückspiel den westfälischen Teilnehmer an der deutschen Amateurmeisterschaft. Die beiden Spiele wurden am 13. und 15. Mai 1967 vor jeweils 2.000 Zuschauern ausgetragenen. Beide Spiele endeten 1:1, so dass sich zum Schluss Horst-Emscher per Münzwurf die Qualifikation zur Amateurmeisterschaft sicherte und den Wettbewerb durch einen 2:0-Finalsieg über die Amateure von Hannover 96 gewann.
|              | Gesamt |                   | Hinspiel  | Rückspiel            |
| ------------ | ------ | ----------------- | --------- | -------------------- |
| SpVgg Herten | 2:2    | STV Horst-Emscher | 1:1 (1:1) | 1:1 n. V. (1:1, 0:0) |